# Botia
Botia is een geslacht van straalvinnige vissen uit de familie van de modderkruipers (Cobitidae).

## Soorten
- Botia almorhae Gray, 1831
- Botia birdi Chaudhuri, 1909
- Botia dario (Hamilton, 1822)
- Botia dayi Hora, 1932
- Botia histrionica Blyth, 1860
- Botia javedi Mirza & Syed, 1995
- Botia kubotai Kottelat, 2004
- Botia lohachata Chaudhuri, 1912
- Botia macrolineata Teugels, De Vos & Snoeks, 1986
- Botia pulchripinnis Paysan, 1970
- Botia rostrata Günther, 1868
- Botia striata Narayan Rao, 1920
- Botia udomritthiruji Ng, 2007